# 小行星8643
小行星8643（英語：8643 Quercus）是一颗围绕太阳公转的小行星。1988年9月16日，艾瑞克·怀特·埃尔斯特在上普罗旺斯发现了此天体。
这颗小行星的绝对星等为71.05725等。